# サンダーストーン
サンダーストーン (THUNDERSTONE)は、ギタリストのニノ・ローレンネを中心に結成されたパワーメタルバンドである。
元ヴォーカリストのパシ・ランタネンが、ストラトヴァリウスの「INFINITE」のバッキング・ヴォーカルとしてゲスト参加していた事もあり、親交の深いバンドとして知られている。

## バイオグラフィ
2000年に結成。同年秋頃から、デモを録り始める。このデモをきっかけに、ニュークリア・ブラストと契約。その後ヘルシンキのソニック・パンプ・スタジオにてデビューアルバムのレコーディングを始める。ゲストとしてストラトヴァリウスのティモ・トルキが参加した。2002年に、1stアルバム『Thunderstone』をリリース。
2007年、ヴォーカリストのパシ・ランタネンとキーボーディストのカリ・トルナックが脱退。リック・アルツィとユッカ・カリネンが加入。
翌2008年には、元ヴォーカリストのパシとドラマーのミルカ・ランタネンがティモ・トルキが立ち上げた、レヴォリューション・ルネッサンスのデビュー・アルバムにゲスト参加した。

## メンバー
- パシ・ランタネン (Pasi Rantanen) - ヴォーカル
- ニノ・ローレンネ (Nino Laurenne) - ギター
- ティタス・イェルム (Titus Hjelm) - ベース
- ユッカ・カリネン (Jukka Karinen) - キーボード
- アッテ・パロカンガス (Atte Palokangas) - ドラムス

## 旧メンバー
- リック・アルツィ (Rick Altzi) - ヴォーカル
- カリ・トルナック (Kari Tornack) - キーボード
- ミルカ・ランタネン (Mirka Rantanen) - ドラムス

## ディスコグラフィー
- サンダーストーン (THUNDERSTONE) (2002年)
- ザ・バーニング (THE BURNING) (2004年)
- トゥールズ・オブ・デストラクション (TOOLS OF DESTRUCTION) (2005年)
- エヴォゥーション 4.0 (EVULUTION 4.0) (2007年)
- ダート・メタル (DIRT METAL) (2009年) 国内盤未発売
- アポカリプス・アゲイン (APOCALYPSE AGAIN) (2016年)

## 関連バンド
- ストラトヴァリウス
- レヴォリューション・ルネッサンス